# Odporność przeciwnowotworowa
Odporność przeciwnowotworowa – ważna funkcja układu immunologicznego polegająca na identyfikacji i eliminacji komórek nowotworowych. Bywa też określana nazwą – nadzór immunologiczny. 
W komórkach ulegających transformacji nowotworowej pojawiają się pewne cechy, które pozwalają układowi immunologicznemu na odróżnienie ich od komórek zdrowych i ich eliminację. 
Pewne antygeny powierzchniowe nowotworów są rozpoznawane przez układu odpornościowy jako obce i są niszczone poprzez mechanizmy odpowiedzi przeciwnowotworowej. 
Mogą to być antygeny pochodzące z wirusów onkogennych, np. wirusa brodawczaka ludzkiego. Niekiedy własne białka organizmu, które występują w małych ilościach w normalnych komórkach, ale ich poziom znacznie rośnie w komórkach nowotworowych. Na przykład enzym tyrozynaza, którego silna ekspresja przekształca melanocyty skóry w czerniaka. Innym źródłem antygenów nowotworowych są białka organizmu niezbędne dla regulacji wzrostu i przeżycia komórek, których kodujące geny mutują i to powoduje 
transformację nowotworową (onkogeny).
W odporności przeciwnowotworowej biorą udział:
- komórki dendrytyczne, prezentują pochłonięte antygeny nowotworowe
- cytotoksyczne limfocyty Tc
- cytotoksyczne komórki NK
- cytotoksyczne limfocyty NKT
- pobudzone makrofagi i neutrofile poprzez mechanizm cytotoksyczności
- dopełniacz  poprzez mechanizm cytotoksyczności
- różne cytokiny (interleukiny. interferony, chemokiny, TNF)